# Idioma samogitiano
El samogitiano o samogitio (žemaitiu ruoda) es un idioma hablado en Samogitia, Lituania. A veces es considerado un dialecto del lituano, a pesar de que resulta poco inteligibilible para los hablantes del propio lituano. Por otra parte, se pueden identificar tres dialectos del samogitiano. Se trata de una lengua estrechamente relacionada con el idioma curonio, idioma que tuvo una gran influencia en la formación del samogitio. 
El libro "Crestomatía de los dialectos lituanos" publicado por el Instituto Lituano de Idiomas afirma que los dialectos lituanos se han dividido en aukštaitiano y samogitiano durante mucho tiempo. La misma división se sigue en los trabajos de Z. Zinkevičius y otros dialectólogos (véase también).
Algunas organizaciones públicas y publicaciones de prensa usan constantemente el término "idioma samogitiano" en lugar de "dialecto samogitiano" (por ejemplo, la Sociedad Cultural Samogitiana) o usan los términos "dialecto samogitiano" e "idioma samogitiano" (ambos entendidos como un conjunto de dialectos samogitianos) como sinónimos.
El número de hablantes de samogitiano es de medio millón, identificados como samogitios. El dialecto samogitiano es mucho más distante que el dialecto aukštaitiano del lituano, una circunstancia en la que ha influido su parentesco con la lengua de Curlandia, que le ha propoerciona su sustrato básico. Los samogitianos del norte son los asimiladores directos de los curonios del sur.
Las principales características fonéticas distintivas del dialecto samogitiano son dos: los equivalentes de la lengua común lituana (bk) o, ė y uo .En lugar de bk o, los samogitianos pronuncian uo de doble voz, por ejemplo, bruolis "hermano", uors "aire", tieus "padre", vies "viento". En lugar de bk uo, pronuncian tres sonidos (según los cuales el dialecto se divide en pronombres): la parte norte - ou, ėi, por ejemplo, douna “pan”, doud “da”, pėins “leche”, žėids ‘ring’; sur - ū, ī , por ejemplo, dūna "pan", dūd "da", pīns "leche", žīds "judío" (el adjetivo es diferente del etnónimo judío ), oeste - ō, ė̄: dōna "pan", dōd "da ", pēins " leche ", žēids"Anillo". En el anterior K. Jauniaus-A la clasificación de dialectos las equivalencias diptongo uo ilustran que los samogitianos se denominaron dounininkais, dūnininkai y Plunge (que ilustra la pronunciación de la palabra pan).

## Abecedario

Samogitianos y lituanos junto con otras tribus bálticas hacia el año 1200.

| A a | [ā]  | Ā ā | [ėlguojė ā] | B b | [bė] | C c | [cė]      | Č č | [čė]        | D d | [dė]        | E e | [ē]         | Ē ē | [ėlguojė ē] |
| Ė ė | [ė̅]  | Ė̅ ė̅ | [ėlguojė ė̅] | F f | [ėf] | G g | [gė, gie] | H h | [hā]        | I i | [ī]         | Ī ī | [ėlguojė ī] | J j | [jot]       |
| K k | [kā] | L l | [ėl]        | M m | [ėm] | N n | [ėn]      | O o | [ō]         | Ō ō | [ėlguojė ō] | P p | [pė]        | R r | [ėr]        |
| S s | [ės] | Š š | [ėš]        | T t | [tė] | U u | [ū]       | Ū ū | [ėlguojė ū] | V v | [vė]        | Z z | [zė, zet]   | Ž ž | [žė, žet].  |

- Datos: Q213434